# جهور بن مرار عجلی
جهور بن مرار عجلی یا جمهور بن مرار عجلی سردار لشکر مسلمین علیه سنباد زرتشتی بود. به نقل از حبیب السیر نوشتهٔ غیاث‌الدین خواندمیر (۸۸۰–۹۴۱ق)، او سرانجام با منصور خلیفه بغداد بنای مخالفت گذاشت. منصور در سال ۱۳۸ ه.ق محمدبن اشعث را برای سرکوب او فرستاد. جهور از ری نخست به اصفهان و بعد به سوی آذربایجان گریخت. سرانجام توسط گروهی از سپاهیان خود به قتل رسید.

## قیام جمهور
پس از شکست اولیه از قوای سنباد، منصور خلیفه بغداد هراسان جهور بن مرار عجلی را همراه با سپاهی ۱۰ یا به قولی ۲۰ هزار نفری به جنگ سنباد فرستاد. پس از پیروزی جهور، او اموال سنباد را به غنیمت گرفت و در ری ماند. خلیفه منصور از او خواست که غنایم را به نزد او بفرستد اما جهور خودداری کرد و سر به شورش برداشت. منصور برای سرکوبی شورش سپاهی به رهبری محمد بن الاشعث فرستاد. در جنگی که درگرفت جمهور شکست خورد و گریخت. او سرانجام توسط گروهی از یاران خود کشته شد و سرش را نزد منصور فرستادند.